# Bazawłuk
Bazawłuk (ukr. Базавлук) – rzeka na Ukrainie, prawy dopływ Dniepru.
Długość rzeki 157 km, powierzchnia dorzecza 4200 km², wpada do Zalewu Kachowskiego. Przyjmuje 6 dopływów, z których największymi są: Kamianka (prawy, 88 km długości) i Sołona (lewy, 56 km długości).
Na wyspie u ujścia Bazawłuku do Dniepru znajdowała się w XVII wieku jedna z siedzib Siczy Zaporoskiej (Sicz Bazawłucka).